# Ferminia
Ferminia is een geslacht van zangvogels uit de familie winterkoningen (Troglodytidae). De enige soort:
- Ferminia cerverai – Zapatawinterkoning